# Llibre dels XXIV filòsofs
El Llibre dels XXIV filòsofs és un compendi medieval d'autoria incerta que simula un encontre entre vint-i-quatre filòsofs per respondre a la pregunta: "Què és Déu?". Les definicions respectives van gaudir d'una forta popularitat a la baixa edat mitjana i recullen les concepcions més comunes de la teologia de l'època. El primer manuscrit conservat data del segle xii, tot i que no és segur que l'obra fou escrita en aquest segle, ja que les definicions provenen de la filosofia grega més que no pas de fonts cristianes. Els seus coetanis l'atribuïen a Hermes Trismegist, Aristòtil o diversos monjos. Cada definició va acompanyada d'un comentari d'estil escolàstic que intenta conjugar la definició amb l'ortodòxia i que mostren almenys adicions en dos moments diferents. Moltes d'aquestes definicions fan èmfasi en la literatura mística.
El títol no és l'original del llibre, que era conegut per diversos apel·latius. Va ser el Mestre Eckhart qui li donà el seu títol definitiu en llatí (Liber viginti quattuor philosophorum), amb el qual ha passat a la modernitat. Fins a vint-i-sis manuscrits diferents recullen les definicions, no sempre de manera completa, de què consta el llibre. Dins els comentaris es troben al·lusions a obres de l'antiguitat mal conservades, fet que augmenta el valor de l'obra.

## Les 24 definicions
1. Déu és únic i engendra la unitat fora d'ell mateix, que reenvia un esclat de foc
2. Déu és una esfera sense límit, el centre de la qual és pertot i la seva circumferència, enlloc
3. Déu és completament sencer en qualsevol punt que el formi
4. Déu és l'esperit que engendra la raó i guarda continuïtat amb ella
5. Déu és allò més alt que es pot concebre
6. Déu és allò respecte el qual ni la substància ni l'accident són res
7. Déu és el primer de tot sense principi, la processió sense modificació i la fi sense fi
8. Déu és un amor que com més se'l posseeix, més s'amaga
9. Déu és el present etern de tot allò que pertany al temps
10. Déu és el poder màxim que no ha de ser anomenat i l'ésser sense límit
11. Déu és l'essència necessària i suficient per ell mateix
12. Déu és aquell de qui la voluntat és igual a l seva potència i saviesa
13. Déu és acte perpetu sense discontinuïtat ni predisposició adquirida
14. Déu és l'oposició de l'ésser i del no-ésser en tant que mediador d'allò que és
15. Déu és la vida, la via de la qual envers la forma és la unitat i envers la unitat, la bondat
16. Déu és allò que no es pot significar amb el llenguatge
17. Déu és intel·lecte d'ell mateix, sense rebre les propietats de cap predicat
18. Déu és una esfera amb tantes circumferències com punts
19. Déu és el motor immòbil de tot allò que es mou
20. Déu és aquell qui viu del seu propi pensament
21. Déu és la tenebra de l'ànima, allò que resta després de tota llum
22. Déu és aquell de qui és tot sense divisió, composició o modificació
23. Déu és l'objectiu del coneixement de l'esperit ignorant
24. Déu és la llum que mai no s'apaga i que penetra pertot amb la seva forma